# 백희나
백희나(1971년 ~ )는 대한민국의 그림책 작가이다. 2020년 3월 31일(현지시간) 아동문학계의 노벨상이라고 불리는 '아스트리드 린드그렌상'을 수상했다.

## 생애
이화여자대학교에서 교육 공학을, 캘리포니아 예술 학교(칼아츠: California Institute of the Arts)에서 애니메이션을 공부했다. 2004년에 출간한 첫 창작 그림책 《구름빵》으로 2005년 볼로냐 국제 아동 도서전에서 올해의 일러스트레이터로 선정되었다. 그림책 《구름빵》은 10여 개국에 번역 출간되었고, 《구름빵》을 원작으로 한 어린이 뮤지컬이 상연되었으며, 2010년에는 KBS에서 《구름빵》을 원작으로 한 78부작 TV 애니메이션이 방영되었다. 2011년에는 한글과컴퓨터에서 《구름빵》 아이패드용 전자책 앱을 출시하기에 이른다. 그러나 백희나 작가는 출판사와 저작물개발용역 계약을 했기 때문에 《구름빵》은 업무상 창작물이 되어서 회사측에서 저작권을 가지게 되었다. 원작자이지만 저작자가 아니게 된 것이다. 이 때문에 《구름빵》의 엄청난 판매 수익이나 2차적 저작권료를 전혀 받지 못한 것으로 알려져 있다. 심지어 초등학교 1학년 교과서에 수록된 《구름빵》 조차 작가의 원작이 아니라 TV 애니메이션을 캡쳐한 이미지라고 한다.
2010년~2011년에는 1인 출판사 '스토리보울'을 운영하며 《달 샤베트》, 《어제저녁》, 《삐약이 엄마》를 출판했다. 특히 2010년에는 걸그룹 달샤벳이 자신이 출판한 책 《달 샤베트》의 이름을 도용하여 이에 대해 유감을 표하기도 했다. 2012년과 2013년에는 책읽는곰 출판사에서 출간한 《장수탕 선녀님》으로 제53회 한국출판문화상과 제3회 창원아동문학상을 동시에 수상했다. 《장수탕 선녀님》은 문화체육관광부 우수교양도서로 선정되기도 했다. 2017년에 출간한 《알사탕》은 IBBY Honour List에 선정되었으며, 2018년에는 일본판 《알사탕 あめだま》으로 제11회 MOE 그림책서점대상을 수상했다. MOE 그림책서점대상은 일본 각지의 서점에서 그림책 판매를 담당하는 직원 3천여 명이 직접 읽고 투표하여 뽑은 ‘가장 팔고 싶은 그림책’에 주는 상이다. 이어 2019년에는 일본판 《알사탕 あめだま》으로 일본전국학교도서관협회와 마이니치 신문사가 주관하는 ‘제24회 일본그림책대상’ 번역 그림책 부문과 독자상 부문을 동시에 수상했다. 그중 독자상은 어린이와 교사, 사서 교사, 그림책 관계자들의 투표로 결정된다. 일본 그림책상 심사위원단은 ‘풍부한 표정을 지닌 인형, 섬세하게 만들어진 배경과 소품, 영화를 보는 듯한 카메라 워크가 조화를 이룬 수작’이며 ‘압도적인 경지를 보여 준다’고 《알사탕 あめだま》을 평가했다. 백희나 작가의 작품은 한국 뿐만 아니라 일본, 중국, 대만, 프랑스에 소개되어 해외 팬을 늘려 가고 있다.

## 작품

### 글/그림을 작업한 작품
- 2004년 《구름빵》 (이 책을 제외한 구름빵 제목이 들어가는 책들은 백희나의 구름빵 설정과 캐릭터만 따온 애니메이션 캡처북이므로 백희나 작가와 무관하다.)
- 2007년 《분홍줄》
- 2007년 《북풍을 찾아간 소년》
- 2010년 《달 샤베트》
- 2011년 《어제저녁》
- 2011년 《삐약이 엄마》
- 2012년 《장수탕 선녀님》
- 2014년 《꿈에서 맛본 똥파리》
- 2016년 《이상한 엄마》
- 2017년 《알사탕》
- 2018년 《이상한 손님》
- 2019년 《나는 개다》
- 2022년 《연이와 버들도령》
- 2024년 《알사탕 제조법》

### 그림을 그린 작품
- 2005년 《비 오는 날은 정말 좋아!》
- 2006년 《팥죽 할멈과 호랑이》
- 2006년 《사시사철 우리 놀이 우리 문화》
- 2008년 《빵빵 그림책 버스 1,2》

## 참고자료
- 백희나 "그림책 작업이 나에겐 아이스크림"
- 백희나 작가 “그림책, 일방적 가르침보다 위로와 용기 줘야”
- 한국의 그림책 작가들 백희나
- 사설: 인세 1조 원 해리 포터, 1850만 원 구름빵